# 拉哥斯
拉各斯（英語：Lagos，/ˈleɪɡɒs/ LAY-gos）為尼日利亚海港及最大城市，經濟及金融中心，於1991年以前為尼日利亚的首都，1991年遷都阿布贾後成為該國的司法首都，位於國境西南部，也是非洲第二大人口以及主要的金融中心。
截至2022年，作為一个庞大的都会区，拉各斯城市人口約為1,530萬人，截至2018年，拉各斯都會區的總人口約為2,350萬，拉各斯人口分布在尼日利亚西南沿海地区和一些近岸的岛屿上，也因龐大的人口成為為非洲成長速度第四快的城市（居世界第130名）
拉各斯最初是西非約魯巴族阿沃里斯人的家園，後來發展成為一個港口城市，開始向在河口東部和西部綿延 100 公里（62 英里）。由於快速的都市開發，該市向潟湖以西擴張，包括現今的拉各斯區、阿杰羅米-伊弗洛敦（Ajeromi-Ifelodun）和蘇魯萊雷地區。這導致拉各斯分為兩個主要區域：島嶼以及大陸，城市區域後由拉各斯市議會直接管理，直到1967年拉各斯州成立後，導致拉各斯市分裂為當今七個地方政府區域（LGAs），以及從當時的西部地區增加的其他城鎮組成拉各斯州。現在的拉各斯被稱為「拉各斯都會區」，這個大都市佔拉各斯州總土地面積的 37%，但居住著該州85%的總人口。 
都會區的確切人口是有爭議的。在2006年的聯邦人口普查數據中，該城市群的人口約為800萬。然而，該數字受到拉各斯州政府的質疑，該州政府後來發布了自己的人口數據，將拉各斯都會區的人口估計為約1,600萬。截至2015年，非官方數據顯示都會區的人口約為2,100萬，其中包括拉各斯及其周邊都會區，一直延伸到奧貢州。

## 歷史
拉各斯原名埃科，在約魯巴語中意指「農園」。約魯巴族阿沃里斯人於十七世紀時建城，自1670年起至1850年為西非奴隸貿易中心，英國於1861年占領拉哥斯，隨後併吞奈及利亞，20世紀初建有碼頭及連接內陸的鐵路，1914年至1991年間為奈及利亞首都。
1976年以前，拉各斯岛（Lagos Island，当地称之为）、伊科伊岛（Ikoyi）、维多利亚岛（Victoria Island）和一些内陆地区曾被划分为“拉各斯市”，由拉各斯市议会（Lagos City Council）管辖。1976年市议会解散，拉各斯被划分为数个地方政府區（Local Government Areas）。1970年代尼日利亚经济快速增长，人口增加，使原拉各斯市周边的一些城镇也得以发展起来，成为今天的拉各斯都会区。

## 自然地理

### 地形
拉各斯都会区的地势十分平坦，沼泽占到市区面积的很大部分。主要的地质形态有两种结构，一种是由沿海平原沙土构成的平缓高地；另一种是由小溪、河流所形成的大面积的、布满沼泽的冲积平原，覆盖于沙土层之上。拉哥斯城區分部於拉哥斯潟湖周邊，包括周邊的小島及大陸部分，地勢低平，有沼澤分布。

### 气候
根據柯本氣候分類法，拉各斯屬於熱帶乾濕季氣候(Aw) ，因為有四個月的降雨量低於60毫米或 2.4 英寸，而且年降雨量不足以進行熱帶季風分類。拉各斯的雨季從4月開始，到10月結束，而旱季從11月開始，到3月結束。最潮濕的月份是6月，降水總量為315.5毫米或12.42英寸，而最乾燥的月份是1月，降水總量為13.2毫米或0.52英寸。
拉各斯位於赤道季風氣候帶附近，只有輕微的季節性溫度變化，平均高溫範圍為28.3至32.9°C（82.9至 91.2 °F）。拉各斯與南半球的季節相同，3月的最高氣溫為每日32.9至24.1°C（91.2 至 75.4°F），8月的最低氣溫為 28.3 至 21.8°C（82.9 至 71.2°） F）。

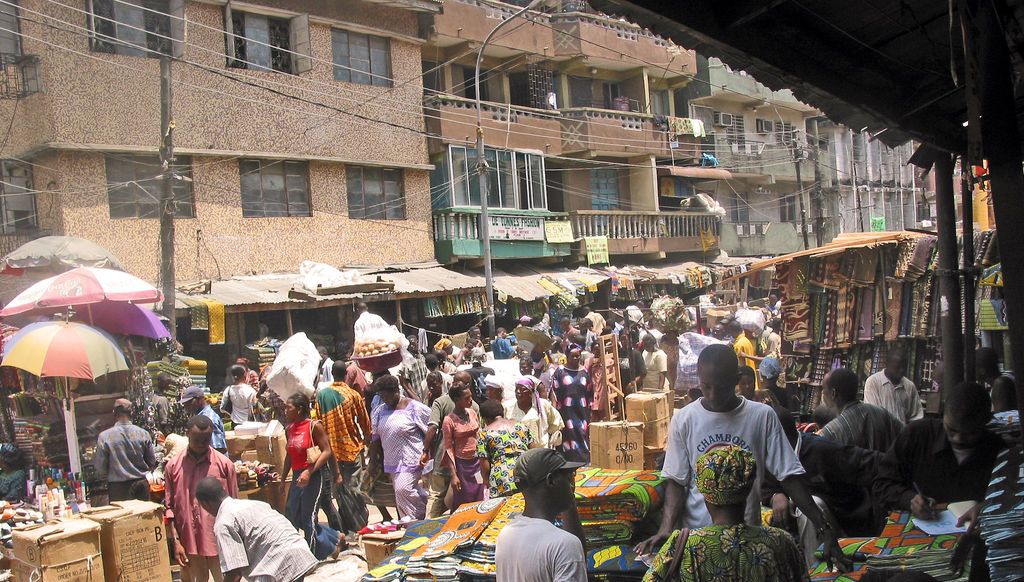
拉哥斯市場

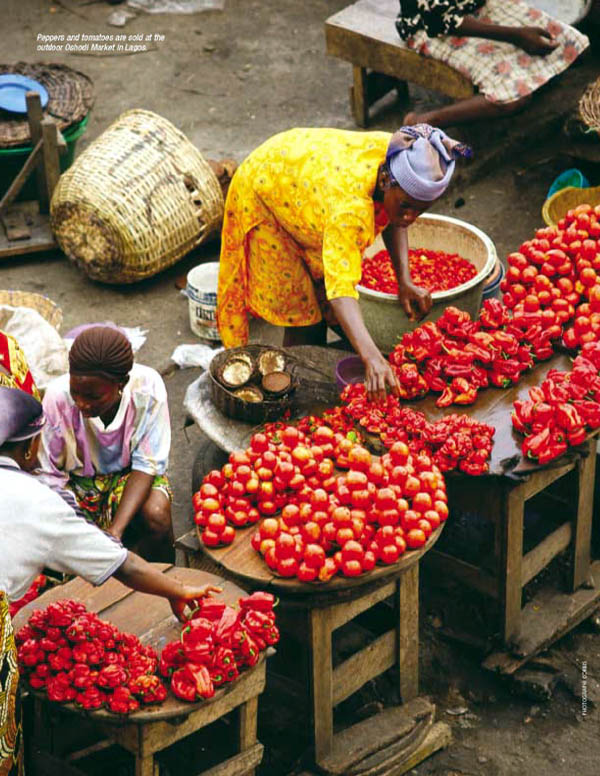
拉哥斯Oshodi市場的胡椒和番茄戶外擺賣

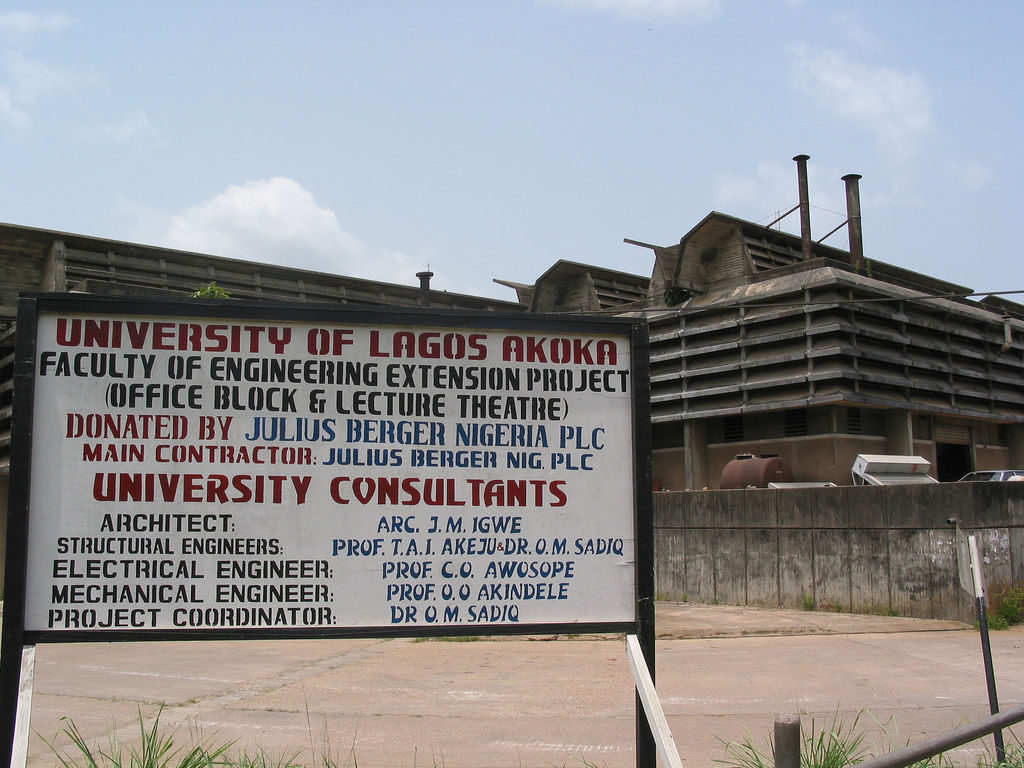
拉哥斯大學

| 拉哥斯（穆爾塔拉·穆罕默德國際機場，平均數據1961～2020年，極端數據1886年至今） | 拉哥斯（穆爾塔拉·穆罕默德國際機場，平均數據1961～2020年，極端數據1886年至今） | 拉哥斯（穆爾塔拉·穆罕默德國際機場，平均數據1961～2020年，極端數據1886年至今） | 拉哥斯（穆爾塔拉·穆罕默德國際機場，平均數據1961～2020年，極端數據1886年至今） | 拉哥斯（穆爾塔拉·穆罕默德國際機場，平均數據1961～2020年，極端數據1886年至今） | 拉哥斯（穆爾塔拉·穆罕默德國際機場，平均數據1961～2020年，極端數據1886年至今） | 拉哥斯（穆爾塔拉·穆罕默德國際機場，平均數據1961～2020年，極端數據1886年至今） | 拉哥斯（穆爾塔拉·穆罕默德國際機場，平均數據1961～2020年，極端數據1886年至今） | 拉哥斯（穆爾塔拉·穆罕默德國際機場，平均數據1961～2020年，極端數據1886年至今） | 拉哥斯（穆爾塔拉·穆罕默德國際機場，平均數據1961～2020年，極端數據1886年至今） | 拉哥斯（穆爾塔拉·穆罕默德國際機場，平均數據1961～2020年，極端數據1886年至今） | 拉哥斯（穆爾塔拉·穆罕默德國際機場，平均數據1961～2020年，極端數據1886年至今） | 拉哥斯（穆爾塔拉·穆罕默德國際機場，平均數據1961～2020年，極端數據1886年至今） | 拉哥斯（穆爾塔拉·穆罕默德國際機場，平均數據1961～2020年，極端數據1886年至今） |
| 月份                                                                          | 1月                                                                           | 2月                                                                           | 3月                                                                           | 4月                                                                           | 5月                                                                           | 6月                                                                           | 7月                                                                           | 8月                                                                           | 9月                                                                           | 10月                                                                          | 11月                                                                          | 12月                                                                          | 全年                                                                          |
| ----------------------------------------------------------------------------- | ----------------------------------------------------------------------------- | ----------------------------------------------------------------------------- | ----------------------------------------------------------------------------- | ----------------------------------------------------------------------------- | ----------------------------------------------------------------------------- | ----------------------------------------------------------------------------- | ----------------------------------------------------------------------------- | ----------------------------------------------------------------------------- | ----------------------------------------------------------------------------- | ----------------------------------------------------------------------------- | ----------------------------------------------------------------------------- | ----------------------------------------------------------------------------- | ----------------------------------------------------------------------------- |
| 历史最高温 °C（°F）                                                           | 40.0 (104.0)                                                                  | 37.1 (98.8)                                                                   | 37.0 (98.6)                                                                   | 39.6 (103.3)                                                                  | 37.0 (98.6)                                                                   | 37.6 (99.7)                                                                   | 33.2 (91.8)                                                                   | 33.0 (91.4)                                                                   | 33.2 (91.8)                                                                   | 33.7 (92.7)                                                                   | 39.9 (103.8)                                                                  | 36.4 (97.5)                                                                   | 40.0 (104.0)                                                                  |
| 平均高温 °C（°F）                                                             | 32.2 (90.0)                                                                   | 33.2 (91.8)                                                                   | 32.9 (91.2)                                                                   | 32.2 (90.0)                                                                   | 30.9 (87.6)                                                                   | 29.3 (84.7)                                                                   | 28.2 (82.8)                                                                   | 28.3 (82.9)                                                                   | 28.9 (84.0)                                                                   | 30.3 (86.5)                                                                   | 31.4 (88.5)                                                                   | 31.8 (89.2)                                                                   | 30.8 (87.4)                                                                   |
| 日均气温 °C（°F）                                                             | 27.3 (81.1)                                                                   | 28.4 (83.1)                                                                   | 28.5 (83.3)                                                                   | 28.0 (82.4)                                                                   | 27.0 (80.6)                                                                   | 25.6 (78.1)                                                                   | 25.2 (77.4)                                                                   | 25.0 (77.0)                                                                   | 25.5 (77.9)                                                                   | 26.4 (79.5)                                                                   | 27.2 (81.0)                                                                   | 27.2 (81.0)                                                                   | 26.8 (80.2)                                                                   |
| 平均低温 °C（°F）                                                             | 22.4 (72.3)                                                                   | 23.7 (74.7)                                                                   | 24.1 (75.4)                                                                   | 23.7 (74.7)                                                                   | 23.2 (73.8)                                                                   | 21.9 (71.4)                                                                   | 22.3 (72.1)                                                                   | 21.8 (71.2)                                                                   | 22.1 (71.8)                                                                   | 22.4 (72.3)                                                                   | 23.0 (73.4)                                                                   | 22.5 (72.5)                                                                   | 22.8 (73.0)                                                                   |
| 历史最低温 °C（°F）                                                           | 12.6 (54.7)                                                                   | 16.1 (61.0)                                                                   | 14.0 (57.2)                                                                   | 14.9 (58.8)                                                                   | 20.0 (68.0)                                                                   | 21.2 (70.2)                                                                   | 15.0 (59.0)                                                                   | 19.0 (66.2)                                                                   | 13.0 (55.4)                                                                   | 17.9 (64.2)                                                                   | 11.1 (52.0)                                                                   | 11.6 (52.9)                                                                   | 11.1 (52.0)                                                                   |
| 平均降水量 mm（）                                                             | 13.2 (0.52)                                                                   | 40.6 (1.60)                                                                   | 84.3 (3.32)                                                                   | 146.3 (5.76)                                                                  | 202.4 (7.97)                                                                  | 315.5 (12.42)                                                                 | 243.0 (9.57)                                                                  | 121.7 (4.79)                                                                  | 160.0 (6.30)                                                                  | 125.1 (4.93)                                                                  | 39.7 (1.56)                                                                   | 14.8 (0.58)                                                                   | 1,506.6 (59.31)                                                               |
| 平均降水天数（≥ 1.0 mm）                                                      | 1.5                                                                           | 2.8                                                                           | 6.6                                                                           | 9.0                                                                           | 12.5                                                                          | 16.2                                                                          | 13.2                                                                          | 11.6                                                                          | 12.7                                                                          | 11.2                                                                          | 4.9                                                                           | 2.1                                                                           | 104.3                                                                         |
| 平均相對濕度（％）                                                            | 81                                                                            | 79                                                                            | 76                                                                            | 82                                                                            | 84                                                                            | 87                                                                            | 87                                                                            | 85                                                                            | 86                                                                            | 87                                                                            | 84                                                                            | 82                                                                            | 83                                                                            |
| 月均日照時數                                                                  | 164.3                                                                         | 168.0                                                                         | 173.6                                                                         | 180.0                                                                         | 176.7                                                                         | 114.0                                                                         | 99.2                                                                          | 108.5                                                                         | 114.0                                                                         | 167.4                                                                         | 186.0                                                                         | 192.2                                                                         | 1,843.9                                                                       |
| 来源1：德國氣象局（1952～1967年濕度數據） NOAA（日照數據）                    |                                                                               |                                                                               |                                                                               |                                                                               |                                                                               |                                                                               |                                                                               |                                                                               |                                                                               |                                                                               |                                                                               |                                                                               |                                                                               |
| 来源2：Meteo Climat（極端溫度紀錄）                                           |                                                                               |                                                                               |                                                                               |                                                                               |                                                                               |                                                                               |                                                                               |                                                                               |                                                                               |                                                                               |                                                                               |                                                                               |                                                                               |

## 經濟
拉各斯市是尼日利亞的主要經濟中心，約佔該國 GDP 的 10%。大多數商業和金融業務都在島上的中央商務區進行。這也是該國大多數商業銀行、金融機構和大公司的總部所在地。拉各斯還是西非主要的信息通信和電信（ICT）樞紐，並可能成為非洲最大的ICT市場。

### 港口港
拉各斯港是尼日利亞的主要港口，也是非洲最大和最繁忙的港口之一。由於城市人口眾多，拉各斯被歸類為使用南安普頓系統進行港口分類的港埠都市，拉各斯港由尼日利亞港務局管理。以下類型的船舶能夠定期停靠拉各斯港：漁船 (18%)、集裝箱船 (14%)、油輪/化學品船 (13%)、散貨船 (12%)、近海補給船 (5%) . 停靠該港口的船舶最大長度為279公尺。最大吃水深度為 13.5公尺。最大承載能力為113,306噸。
拉各斯港設有鐵路頭。它分為三個主要部分。最大的碼頭位於阿帕帕區（Apapa Quays），這裡主要處理普通貨物，阿帕帕區也是丹麥埃彼穆勒-快桅集團擁有的集裝箱港口所在地，價值超過10億美元。下一個最大的航站樓位於罐頭島（Tin Can）。集裝箱和散貨在這處理。筒倉的存儲容量為28,000噸，作為Fleetwood運輸公司運輸的糧食。碼頭同時處理小麥、玉米和麥芽，每天共可接收約4000噸糧食。罐頭島設施可處理約30,000噸的船舶。現場還有一個穀物裝袋設施，第三是阿帕帕碼頭以北的拉各斯油港。

### 娛樂業和媒體
拉各斯是西非電影、音樂和電視產業的中心。根據調查，拉各斯地區的電影業排名世界第二或第三，領先或落後於好萊塢。普華永道曾預測，尼日利亞娛樂業近年將增長 85% 至 150 億美元。自從驚悚片“《The Figurine》”取得成功以來，尼日利亞電影越來越多地轉向商業上成功的高質感作品，這也導致尼日利亞不斷創造新的票房收入記錄。 

### 自由貿易區
萊基自由貿易區（Lekki FTZ）是位於萊基東部的自由貿易區，總面積約155平方公里。一期開發區面積30平方公里，其中城市建設用地約27平方公里，可容納總常住人口12萬。根據總體規劃，保稅區將建設成為集工商業、房地產開發、倉儲物流、旅遊娛樂為一體的城中城新城。
萊基自貿區分為三個功能區；北部為住宅區，中部為工業區，東南部為商貿/倉儲物流區。首先開發位於開發區南部的“副中心”。該區域靠近海關監管區，主要從事商業貿易、物流和倉儲業務。二期位於開發區北部，毗鄰 E9 路（高速公路），將作為中央商務區的自由區。E2路沿線區域將重點發展金融商業、房地產及配套設施、高端生產性服務業等，與開發區副中心相連。E4路沿線區域將主要用於發展物流和工業製造/加工，主軸和副軸之間還規劃了多條連接軸線，設有多功能服務節點，服務於整個自貿區。其中丹格特煉油廠目前也正在萊基自由區建造。
在萊基自貿區的啟動區，將建設一個總面積1.5平方公里的商貿物流園。園區規劃為集商貿、倉儲、展覽為一體的多功能園區。根據園區規劃，園區內將建設大型建設工程，包括“國際商品貿易中心”、“國際會展交流中心”、工業廠房車間、物流倉庫、辦公樓、酒店、住宅公寓樓等。

### 軟體公司
拉各斯的軟體公司主要在電信、銀行和教育/就業服務領域工作，集中在城市東南部地區。MTN集團擁有尼日利亞第一個且仍占主導地位的4G網絡。巴帝電信則是另一家4G提供商。阿聯酋電信和Dataflex也設立於此提供網路。金融科技公司Flutterwave或歐付寶也從事支付服務提供基礎。在非洲地區招募和培訓年輕人成為
軟件開發人員Andela 也拉各斯在設有辦事處。

### 社會狀況
石油出口收入導致拉各斯價格和生活成本普遍上漲，使拉各斯成為尼日利亞最昂貴的城市。儘管擁有豐富的石油資源，但由於汽油短缺，在該國的加油站排長隊可是司空見慣的事。然而，這座城市或多或少地保持著功能性，即使在沒有政府乾預的情況下，城市依然在快速增長，也正在產生完整的基礎設施，儘管對於西方國家的視點上會被認為是混亂的景象。但變化城市共存的特徵。一個房間平均有四個人居住，生活主要發生在街道上。在中心和居民區之間的高峰時段，平時的主要交通路線也會變成行動攤販以進行貿易。
在生活條件改善後，1990年代的經濟和政治危機也導致拉各斯的大規模貧困，當代拉各斯被列為世界上最昂貴的城市之一。雖然在拉各斯的某些地區，部分居民擁有尼日利亞和非洲最高的生活水準之一.，與此同時，卻有相當大比例的居民生活在貧民窟，無法獲得自來水和衛生設施。

## 運動
足球是拉各斯最受歡迎的運動。著名的拉各斯足球俱樂部包括布迪治足球會、火山與奇蹟足球會（MFM FC）和First Bank：都在尼日利亞國家聯賽擔任球隊，奈及利亞國家足球隊，別稱「非洲雄鷹」或者「超霸鷹」，幾乎所有的主場比賽也都在拉各斯的拉哥斯國家體育場進行，比賽現在主要在2014年建造的戈茲威爾·阿克帕比奧國際體育場進行，拉各斯還於1973年舉辦了第二屆非洲运动会。

## 教育
拉各斯州政府經營公立學校。教育系統是 6-3-3-4系統，在全國（以及西非國家經濟共同體的許多其他成員）都實行。這些級別分別是是小學，初中（JSS），高中（SSS）和大學。所有兒童必須都接受基礎教育，現尼日利亞的許多學校都是由聯邦政府資助的，通常是寄宿學校，拉各斯州也擁有自己的聯邦政府資助的高中。另外，拉各斯擁有由政府或私營實體運營的各種高等教育學校、大學和其他職業機構。

### 職業學校
- 工業技術學院（IIT） ：成立於2000年，是一所面向低收入家庭男性青年的技術職業學校。它的教育模式是基於雙重培訓系統。

### 理工學院
- 亞巴理工學院（YABATECH）：成立於1934年，尼日利亞第一所高等教育機構，在非洲排名第三。目前的學生註冊人數超過16,000人。
- 拉各斯州立理工學院：由包括私立理工學院在內的六所學校組成。
- 拉各斯市理工學院：尼日利亞第一所私立理工學院，於1990年成立。
- 格雷斯理工學院
- olex理工學院
- 聯邦漁業和海洋技術學院：提供漁業技術、普通科學、海洋工程和航海科學課程的單一技術學院。
- 聯邦教育學院（科技）
- 羅尼克理工學院[60]

### 大學
- 拉各斯大學(UNILAG) ：建於1962年的學術機構，擁有超過55,000名學生。它由 13 個學院組成，由4,000多名員工。[166]
- 拉各斯州立大學（LASU）：是一所多校區大學，成立於1983年，由拉各斯州政府所有。
- 泛大西洋大學：前身為泛非大學，設有商學院（LBS）、媒體與傳播學院（SMC）和創業發展中心（EDC），專門為中小企業提供短期課程，媒體與傳播學院還以其在新聞、媒體和營銷領域的實用傳播課程而聞名。該大學還非常重視藝術研究，經營著現代尼日利亞藝術虛擬博物館。
- 尼日利亞國立開放大學：尼日利亞第一所開放式大學。
- 迦勒大學：設拉各斯伊莫塔的私立大學。
- 拉各斯州立健康技術學院(LASCOHET) ：為開設健康課程的學術機構，如健康信息管理、藥劑師技術、醫學實驗室技術、社區健康推廣和環境健康技術；位於亞巴。
- 拉各斯州立大學醫學院(LASUCOM)
- 拉各斯大學醫學院(CMUL)

## 醫療保健
拉各斯有許多醫院和醫療設施，其中一些在尼日利亞的醫學史上取得了成就。例如，最古老的尼日利亞醫院位於該市，以及西非首個緊急醫療服務（EMS）也設立在該市。拉各斯醫療保健系統通常分為提供初級、二級和三級醫療服務的公共和私營部門。

## 管理和人口統計
拉哥斯的居民由約魯巴人、豪薩人、伊博人、埃多人、伊加人所構成在管理方面，拉各斯不是一個單一的自治市，因此沒有整體的城市管理。拉各斯大都會的地理城市範圍包括拉各斯州20個地方政府區域中的16個。
2006年，拉各斯周圍的都會區已經延伸到拉各斯州的邊界之外，並達到了巨型都市的地位。這個更大的區域被稱為“拉各斯大都會”或“拉各斯特大都會地區”，並額外達到1,535.4 平方公里（592.8平方英里）的土地面積，蔓延到毗鄰奧貢州的一些都市。
| 地方政府轄區     | 土地面積 (平方千米) | 人口 (2006人口調查) | 密度 (每平方千米) |
| 阿格格           | 11.2                | 459,939             | 41,071            |
| Ajeromi-Ifelodun | 12.3                | 684,105             | 55,474            |
| Alimosho         | 185.2               | 1,277,714           | 6,899             |
| Amuwo-Odofin     | 134.6               | 318,166             | 2,364             |
| 阿帕帕           | 26.7                | 217,362             | 8,153             |
| 埃蒂-奥萨        | 192.3               | 287,785             | 1,496             |
| Ifako-Ijaiye     | 26.6                | 427,878             | 16,078            |
| 伊凯贾           | 46.2                | 313,196             | 6,785             |
| 科索费           | 81.4                | 665,393             | 8,174             |
| 拉各斯岛         | 8.7                 | 209,437             | 24,182            |
| Lagos Mainland   | 19.5                | 317,720             | 16,322            |
| Mushin           | 17.5                | 633,009             | 36,213            |
| Ojo              | 158.2               | 598,071             | 3,781             |
| Oshodi-Isolo     | 44.8                | 621,509             | 13,886            |
| Somolu           | 11.6                | 402,673             | 34,862            |
| 苏鲁莱雷         | 23.0                | 503,975             | 21,912            |
| 拉各斯           | 999.6               | 7,937,932           | 7,941             |

## 交通
拉各斯擁有西非最大、最廣泛的公路網絡之一。它也有郊區火車和一些渡輪服務。高速公路通常在高峰時段擁堵，部分原因是城市的地理環境以及人口爆炸式增長。拉各斯也設有許多高速公路和橋樑相連。

### 高速公路
拉各斯-伊巴丹高速公路和拉各斯-阿貝奧庫塔高速公路是該市北部的主要管制通道，分別作為通往奥约州和奧貢州的州際高速公路。拉各斯作為商業中心和港口的重要性，及其戰略位置，使其成為使用尼日利亞國道三條橫貫非洲公路路線的終點。.

### 當地公共交通
拉各斯都會區交通管理局 (LAMATA) 負責公共交通。自2021年起，使用公共交通卡或輕軌系統無需現金支付。

### 城市公共汽車
拉各斯有兩家城市巴士公司：BRT（拉各斯快速公交系統）和 LBSL（拉各斯巴士服務）。城市公共汽車裝有空調。城市巴士和長途巴士的中心樞紐是奧修迪巴士站，它是西非最大的汽車站，於2019 年開始營運。

### 市郊鐵路
目前，拉各斯輕軌快速交通系統正在建設中，拉各斯轨道交通是拉哥斯正在建设中的城市轨道交通系统。拉各斯轨道交通的管理机构为拉各斯都会区交通局（LAMATA）。铁路设施，包括电力、信号、车辆、和收费设施将在特许合约的框架下由私营公司提供。交通局负责政策、管理和建设。
第一段計劃於2022年開通。藍線將在奧科麥科站（Okokomaiko）和碼頭站（Marina）之間運行。紅線將在玉米站（Agbado）和碼頭站（Marina）之間運行。兩條線路將共用三個車站：Iddo、Ebute Ero 和 Marina。日後則有輕軌線路的計劃，此外拉各斯設有通往伊巴丹雙軌標準軌距線的莫博拉吉·約翰遜火車站。

### 渡輪
拉各斯州立渡輪服務公司經營一些定期航線，例如在拉各斯島和大陸之間由渡輪和碼頭提供服務。私人船隻則在潟湖和一些小溪上提供不定期的客運服務。

### 国际机场
拉各斯由穆尔塔拉·穆罕默德国际机场提供服務，該機場是非洲最大和最繁忙的機場之一。穆尔塔拉·穆罕默德国际机场是尼日利亞首屈一指的航空門戶。機場的歷史可以追溯到二戰時期的殖民時代。目前的國際機場航站樓於40多年前於1978年建成並投入使用。該航站樓於1979年3月15日正式啟用。
自1970年代以來，機場航站樓已多次翻修，但其最徹底的改造始於2013 年，當時聯邦政府為其全國機場啟動了數十億奈拉的改造/修復計劃。到2014年底，在改造工作中，机场休息區已擴大到以前的四倍，並安裝了新的國際機場行李輸送系統，每小時可處理超過 1,000 名乘客。目前政府將擬建第二個機場，萊基國際機場，設計容量為每年500萬人次。

## 姐妹城市
- 亚特兰大[77]
- 贝洛奥里藏特[78]
- 布加勒斯特[79]
- 西班牙港[80]
- 加里

## 外部連結
- 官方网站
- State Judiciary （页面存档备份，存于）

- 中华人民共和国驻拉各斯总领事馆 （页面存档备份，存于）
- 尼日利亚非洲华人论坛